# خس‌نشین بزرگ
خس‌نشین بزرگ (نام علمی: Sericornis nouhuysi) نام یک گونه از سرده خس‌نشین‌ها است.